# Schweiz i olympiska vinterspelen 1928
Schweiz deltog i olympiska vinterspelen 1928, ett spel som arrangerades i Sankt Moritz, Schweiz. Den schweiziska truppen bestod av 41 idrottare, varav 40 var män och 1 var kvinna.

## Medaljer

### Brons
- Ishockey
  - Herrarnas turnering: Bibi Torriani, Luzius Rüedi, Anton Morosani, Heini Meng, Arnold Martignoni, Fritz Kraatz, Albert Geromini, Charles Fasel, Louis Dufour, Robert Breiter, Mezzi Andreossi och Giannin Andreossi

## Trupp
- Bob
  - René Ansermoz
  - E. Coppetti
  - René Fonjallaz
  - Henry Höhnes
  - Louis Koch
  - André Mollien
  - Jean Mollien
  - William Pichard
  - John Schneiter
  - Charles Stoffel
- Längdskidåkning
  - Walter Bussmann
  - Otto Furrer
  - Carlo Gourlaouen
  - Alphonse Julen
  - Robert Wampfler
  - Hans Zeier
  - Florian Zogg
- Konståkning
  - Elvira Barbey
  - Louis Barbey
- Ishockey
  - Giannin Andreossi
  - Mezzi Andreossi
  - Robert Breiter
  - Louis Dufour
  - Charles Fasel
  - Albert Geromini
  - Fritz Kraatz
  - Arnold Martignoni
  - Heini Meng
  - Anton Morosani
  - Luzius Rüedi
  - Bibi Torriani
- Nordisk kombination
  - Hans Eidenbenz
  - Stephan Lauener
  - Adolf Rubi
  - David Zogg
- Skeleton
  - Alexander Berner
  - Willy von Eschen
- Backhoppning
  - Ernst Feuz
- Hastighetsåkning på skridskor
  - Sepp Mühlbauer
  - Bruno Trojani
  - Gérard Vuilleumier